# Stortjärnen (Burträsks socken, Västerbotten, 718569-169071)
Stortjärnen är en sjö i Skellefteå kommun i Västerbotten och ingår i Rickleåns huvudavrinningsområde. Sjön har en area på 0,122 kvadratkilometer och ligger 269,5 meter över havet. Sjön avvattnas av vattendraget Strandbäcken.

## Delavrinningsområde
Stortjärnen ingår i det delavrinningsområde (718637-168949) som SMHI kallar för Mynnar i Rickleån. Medelhöjden är 301 meter över havet och ytan är 13,05 kvadratkilometer. Det finns inga avrinningsområden uppströms utan avrinningsområdet är högsta punkten. Strandbäcken som avvattnar avrinningsområdet har biflödesordning 2, vilket innebär att vattnet flödar genom totalt 2 vattendrag innan det når havet efter 111 kilometer. Avrinningsområdet består mestadels av skog (87 procent). Avrinningsområdet har 0,99 kvadratkilometer vattenytor vilket ger det en sjöprocent på 7,6 procent.